# Seyf Kotī
Seyf Kotī (persiska: سيف کتی) är en ort i Iran.   Den ligger i provinsen Mazandaran, i den norra delen av landet, 160 km nordost om huvudstaden Teheran. Seyf Kotī ligger 195 meter över havet och antalet invånare är 143.
Terrängen runt Seyf Kotī är kuperad åt sydost, men åt nordväst är den platt. Runt Seyf Kotī är det ganska glesbefolkat, med 34 invånare per kvadratkilometer. Närmaste större samhälle är Sari, 15,3 km norr om Seyf Kotī. I omgivningarna runt Seyf Kotī växer i huvudsak blandskog.